# Цепач
Цепач или чопер (од енгл. chopping tool) је камена праисторијска алатка, једно од најпримитивнијих оруђа. 
Сечица је добијена или једностраним (chopper) или двостраним (енгл. chopping tool) окресивањем једног краја облутка. 
Чопер је масивна алатка која је могла да служи у разне сврхе, а вероватно најчешће за дробљење и цепање тврдих материјала (кост и дрво). 
Чопери се јављају још пре 2.500.000 – 1.400.000 година у раним преашелским или олдувајским индустријама у источној Африци на археолошким налазиштима Омо и Кадар у Етиопији и Олдувај у Танзанији и Коби Фора у Кенији. 
У старијем и средњем палеолиту чести су и у северној Европи, као и у централној и југоисточној Азији.